# ペナイン山脈

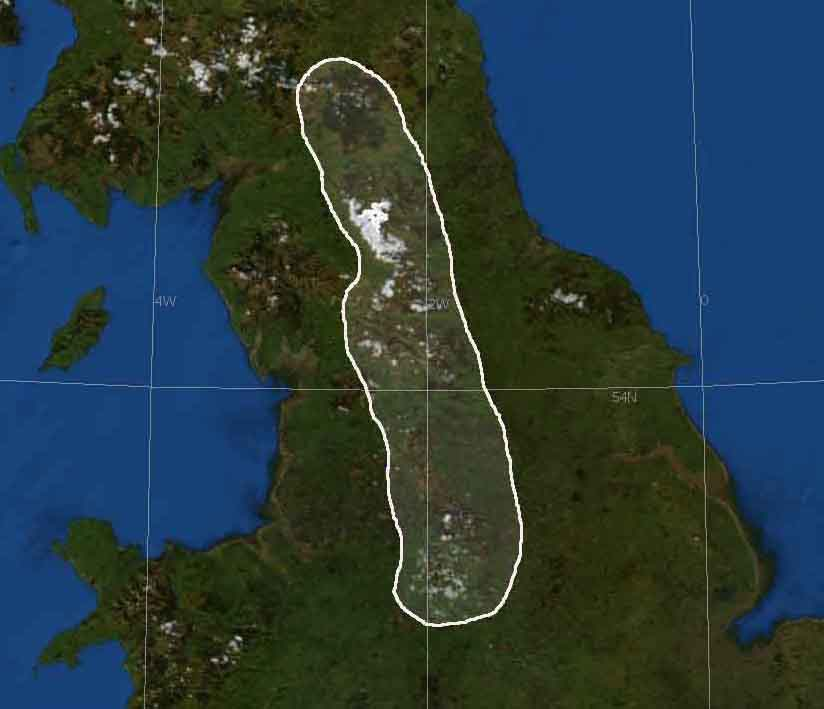
北部イングランドにあるペナイン山脈の範囲

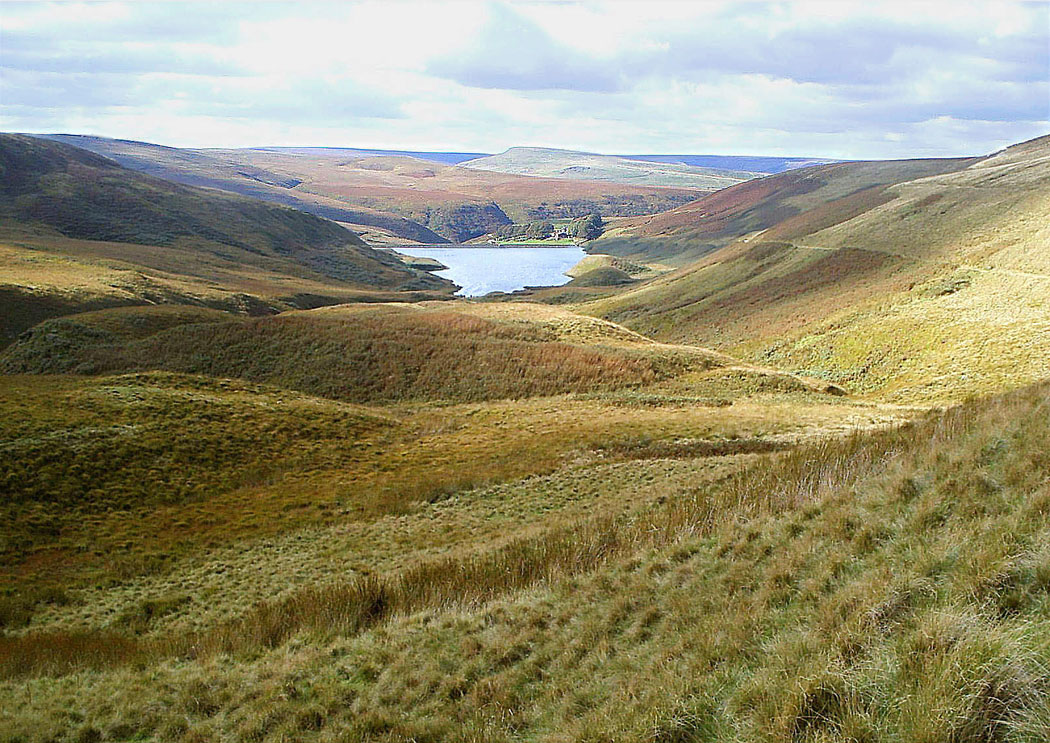
サドルワース・ムーア (Saddleworth Moor) においてウェッセンデン谷 (Wessenden valley) の方向を見た様子、典型的なペナイン山脈の景色

ペナイン山脈（ペナインさんみゃく、英語: Pennines [ˈpɛnaɪnz]）、またはペニン山脈、ペンニン山脈は、北イングランドから南スコットランドに掛けて延びる低い山脈である。グレートブリテン島中央部に位置する。北西イングランドとヨークシャー・北東イングランドを隔てている。
しばしば、「イングランドの背骨」と呼ばれ、ダービーシャーのピーク・ディストリクト (Peak District)から、ヨークシャー・デールズ (Yorkshire Dales)、グレーター・マンチェスターの東側と北側の端、ランカシャーのウェスト・ペナイン・ムーア (West Pennine Moors)、カンブリアのフェルズ (Fells) を通ってイングランド-スコットランド国境のチェビオット丘陵 (Cheviot Hills) まで続く。エア・ギャップ (Aire Gap) の北側で途切れたペナイン山脈は、西側ではランカシャーへ続くフォレスト・オブ・ボーランド (Forest of Bowland)という低い山地に、また同じく南側ではロッセンデール・フェルズ (Rossendale Fells) という低い山地になっている。
主要な谷の上流部に多くの貯水池を備えた重要な集水地域でもある。この地域はイギリスでもっとも景色の美しい地域であると広く考えられている。北部ペナイン山脈地域がニッダーデール (Nidderdale) があるため特別自然美観地域とユネスコ世界ジオパークに指定される一方、ペナイン山脈の一部はピーク・ディストリクト国立公園 (Peak District National Park)、ヨークシャー・デールズ国立公園 (Yorkshire Dales National Park)、ノーザンバーランド国立公園 (Northumberland National Park) に組み込まれている。イギリスで最初の長距離遊歩道 (Long-distance trail) であるペナイン・ウェイ (Pennine Way) はペナイン山脈の南北両端を結んで伸び、全長429 km (268 マイル) である。

## 語源
最初にペナイン山脈の名前が記録されたのは、18世紀の偽造文書De Situ Britanniaeである。この文書は、古代ローマの将軍の報告書を装って書かれたもので、偽造であることが判明するまで歴史学に多大な影響を及ぼした。ペナイン山脈という名前はおそらく、イタリアのアペニン山脈の影響を受けたもので、その当時のイギリスの紳士階級の多くはグランドツアーでイタリアを訪問した経験があったために面識があり、また同じケルト系の語源を持つものであると考えられる。

## 地名
町や地形の名前はこの地にかつて住んでいたケルト人、そしてその後に来たローマ人の痕跡を残している。例えばペンリス (Penrith)、ペニージャン山 (Pen-y-ghent)、エデン川 (River Eden)、カンブリアなどである。
より多くの地名はアングロ・サクソン人やノース人の居住地から来ている。ヨークシャーやカンブリアでは、標準の英語では普通用いられない古ノルド語由来の多くの言葉が日常会話で用いられている。例えばgill（狭く険しい谷）、beck（小川）、fell（丘）、dale（谷）などである。

## 地質と風景

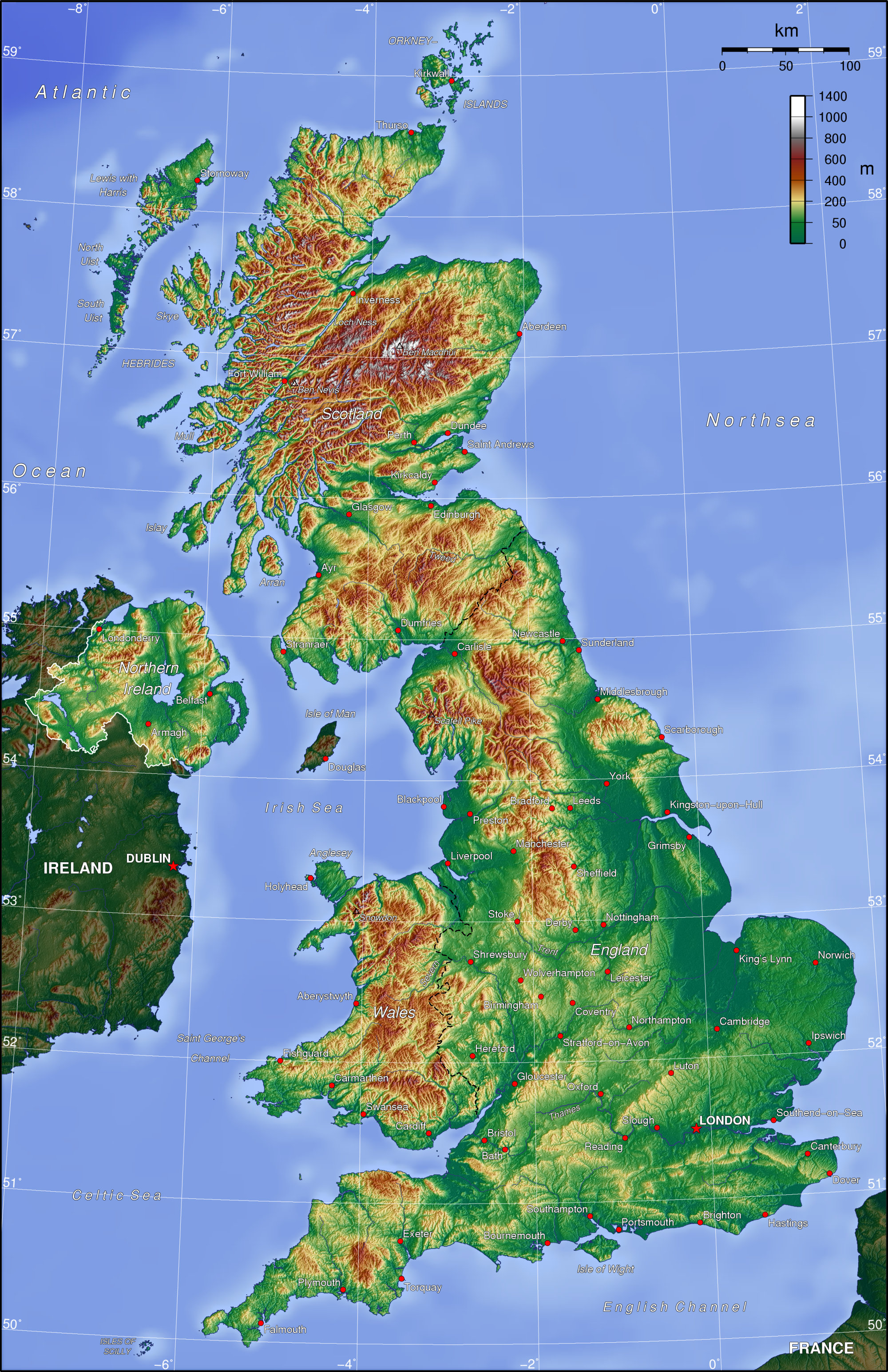
ペナイン山脈を中心としたイギリスの地形図

ペナイン山脈は南北方向に伸びる褶曲となっており、珪質砂岩やその下に石炭紀の石灰岩から構成されている。石灰岩は北の北ペナイン特別自然美観地域から南のダービーシャー・ピーク地区までの範囲で表面に露出している。ヨークシャー・デールズではこの石灰岩の露出により地下の大規模な鍾乳洞や水路が形成されており、ヨークシャー方言 (Yorkshire dialect and accent)でgillsやpotsなどと呼ばれている。こうした洞窟は東側でより顕著で、イングランドで最大である。有名な例としては、350 フィート (107 m) を超える深さのゲーピング・ギル (Gaping Gill) や、365 フィート (111 m) を超える深さのローテン・ポット (Rowten Pot) などがある。石灰岩の存在により、例えばヨークシャー・ペナインのライムストーン・ペイブメント (Limestone pavement) のような変わった地形もこの地域に形成されている。石灰岩露出の北から南までの範囲で、スキップトン (Skipton) とピーク (the Peak) の間に狭い珪質砂岩地区がある。頁岩や砂岩が高い丘を形成し、大半を原野や泥炭地の高地が占めて、耕作は困難でかろうじて牧草地として利用できる程度である。
ペナイン山脈の風景は、おおむねムーアと呼ばれる原野の高地であり、これにいくつかの川により刻まれた肥沃な谷がある。

## 水系
ペナイン山脈は、北部イングランドにおいて主要な分水界となっており、地域を東西に分割している。エデン川 (River Eden)、リッブル川 (River Ribble)、マージー川はペナイン山脈に源を発し西に流れてアイリッシュ海へと注いでいる。反対側では、タイン川、ティーズ川、ウィア川 (River Wear)、スウェール川 (River Swale)、ユーア川 (River Ure)、ニッド川 (River Nidd)、コルダー川 (River Calder)、ホウォーフ川 (River Wharfe)、エア川 (River Aire)、ドン川 (River Don)、トレント川 (River Trent)が源を発し、東へ流れて北海へ注ぐ。

### 貯水池
- キールダー・ウォーター (Kielder Water)
- レディーバワー貯水池 (Ladybower Reservoir)

## 標高
山はあまり高くなく、しばしばフェル (Fell)という言葉で言い表される。これは古ノルド語で山を指す言葉である。最も高い山は東カンブリアにあるクロス・フェル (Cross Fell) で2,930 フィート (893 m) で、この他に主要な山はミックル・フェル（Mickle Fell、2,585 フィート/788 m）、ワーンサイド（Whernside、2,415 フィート/736 m）、イングルバラ（Ingleborough、2,372 フィート/723 m）、ハイ・シート（High Seat、2,328 フィート/710 m）、ワイルド・ボア・フェル（Wild Boar Fell、2,324 フィート/708 m）、ペニージャン（Pen-y-ghent、2,274 フィート/693 m）、キンダー・スカウト（Kinder Scout、2,087 フィート/636 m）がある。

## ペナイン山脈のジョイント・キャラクター・エリア

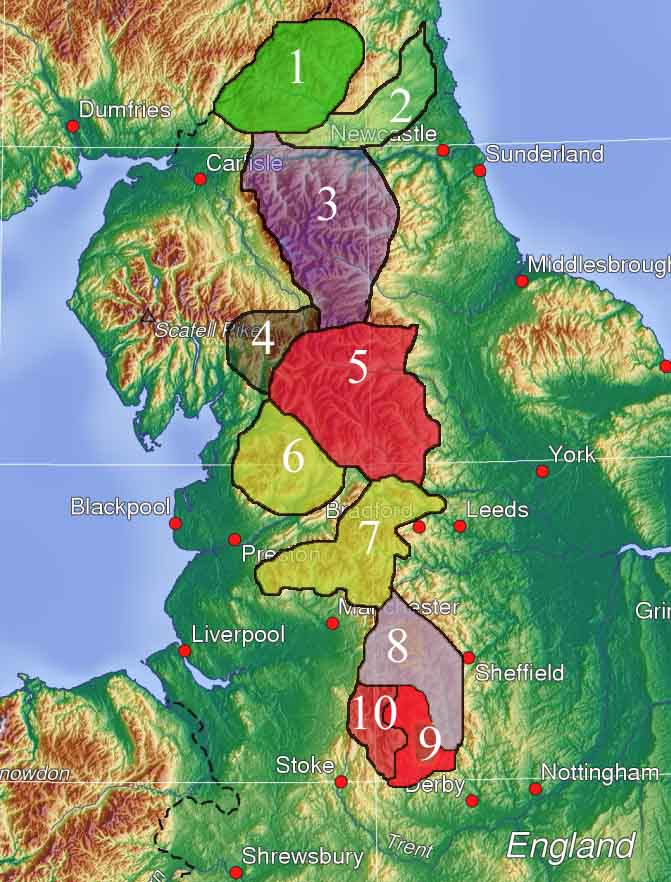
ペナイン山脈のジョイント・キャラクター・エリア

イングランドは同じような風景の特徴を持った地域に分割されている。これらはジョイント・キャラクター・エリア (JCAs: Joint Character Areas) と呼ばれている。JCAは、国土の空間的な枠組みとして広く認識されているが、その境界線はそれほど正確ではなく、多くの境界は遷移のある広いゾーンとして考えなければならない。
ペナイン山脈には10のJCAがあり、以下の通りとなっている。
1. ボーダー・ムーラズ・アンド・フォレスツ (Border Moors and Forests)[10]
2. タイン・ギャップ (Tyne Gap) とハドリアヌスの長城[11]
3. 北ペナイン山脈 (North Pennines)[12]
4. ホーギル・フェルズ (Howgill Fells)[13]
5. ヨークシャー・デールズ (Yorkshire Dales)[14]
6. ボーランド・フェルズ (Bowland Fells)[15]
7. 南ペナイン山脈 (Southern Pennines)、ウェスト・ペナイン・ムーア (West Pennine Moors) を含む[16]
8. ダーク・ピーク (Dark Peak)[17]
9. ホワイト・ピーク (White Peak)[18]
10. サウス・ウェスト・ピーク (South West Peak)[19]

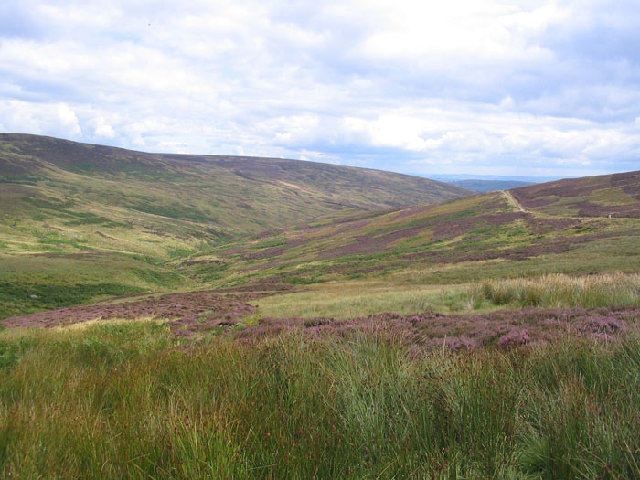
ボーランドのクロースデール・フォレスト (Croasdale Fell, Forest of Bowland)

ペナイン山脈のボーランド地区は、大半が深く侵食された珪質砂岩の山からなる中央高地に占められている。これらの山には広大なヒースで覆われた泥炭の原野と湿地がある。山の低い斜面には石造りの農場や小さな村が点在しており、開拓された原野を利用した牧草地を囲う石垣が縦横にめぐらされている。側面が急傾斜になっている樹木の茂った谷が高地と低地の風景をつないでいる。地区の南東では広い針葉樹の植林地帯となっており、また東側の石灰岩地域は豊かな生態系の牧草地を支えている。

## 谷
- エア谷 (Airedale)
- ダブ谷 (Dovedale)
- ニッダー谷 (Nidderdale)
- リッブル谷 (Ribblesdale)
- スウェール谷 (Swaledale)
- ティーズ谷 (Teesdale)
- ウィア谷 (Weardale)
- ウェンズリー谷 (Wensleydale)
- ホウォーフ谷 (Wharfedale)

## 人口
イングランドの基準では、かなり人口の少ない地域である。

## 経済
この地域の主要な経済活動としては、牧羊、採石、観光などがある。

## 主な町
- ホーズ (Hawes)
- ケルド (Keld)
- ムーカー (Muker)
- リース (Reeth)
- スタンホープ (Stanhope)
- スウォート (Thwaite)

## 交通
ペナイン山脈にある3つの主な途切れた部分は、常に東西の交流路として用いられてきた。タイン・ギャップ (Tyne Gap) は、カーライルとニューカッスル・アポン・タインの間にあって高速道路A69が通り、ステインムーア・ギャップ (Stainmoor Gap) とエア・ギャップ (Aire Gap) はランカシャーとヨークシャーをエア川とリッブル川の谷に沿って結んでいる。リーズ・リヴァプール運河 (Leeds and Liverpool Canal) と高速道路M62 (M62 motorway) もペナイン山脈を横切っている。それ以外の場所では、ペナイン山脈はトンネルでも道路でも依然として越えることが困難な障害であり続けている。道路は冬には何日か雪で閉鎖されることがある。
鉄道では、マンチェスターのマンチェスター・ヴィクトリア駅とマンチェスター・ピカデリー駅からハッダースフィールド線 (Huddersfield Line) がハッダースフィールド駅 (Huddersfield railway station) まで運行されている。この路線の運営会社の名前はトランスペナイン・エクスプレス (TransPennine Express) であり、ペナイン山脈を横断して北西部と北東部を結ぶ列車の運行をしていることから来ている。

## 歴史

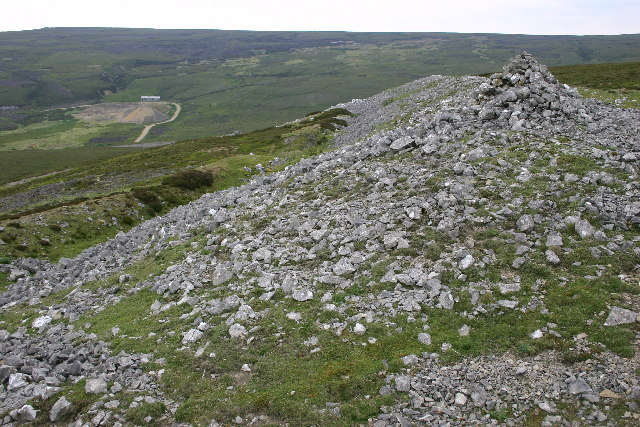
スウェールデールのホーカーサイド・ムーアにある先史時代の集落

### 初期の住民
この地域には青銅器時代の集落の遺跡が多くあり、またロング・メッグ・アンド・ハー・ドーターズ (Long Meg and Her Daughters) に代表されるストーンサークルやヘンジ (Henge)のある新石器時代の集落の遺跡もある。

### ケルト・ローマ時代
ペナイン山脈はブリガンテス (Brigantes) の部族連合の支配下に置かれていた。この部族連合は、ペナイン山脈に居住する小さな部族で主に構成されており、防衛と外交で協力していた。ブリガンテスは後に初期の王国へと発展した。
ローマ時代にはブリガンテスはローマの支配下に置かれた。ローマ人は、ペナイン山脈の天然資源と野生動物を搾取した。

### 中世初期
ペナイン山脈は、アングロ・サクソン人の西への侵攻の主要な障害となっていた。彼らが征服された後でも、彼らははっきりとしたケルト系のアイデンティティを保ち続け、こんにちでも保っている。暗黒時代にはペナイン山脈は多くのケルト系・アングロ・サクソン系の王国の支配下にあった。北部地域は当初レッジド王国 (Rheged) の支配下にあったと考えられている。後にペナイン山脈地域だけに支配地を持つ3つの王国が存在した。まずペナイン王国 (Kingdom of the Pennines) があり、これが崩壊した後北ペナイン王国 (Kingdom of the North Pennines) と南ペナイン王国 (Kingdom of the South Pennines) によって引き継がれた。
ノース人の時期には、ペナイン山脈の地域ではデーン人のヴァイキングが東側に、ノルウェー人のヴァイキングが西に少人数が住んでいた。ヴァイキングはあまり多くは住んでいなかったにもかかわらず、地名に多くの影響を残していった。イングランドが統一された時に、ペナイン山脈はイングランドへ組み入れられた。

### その他
ペナイン山脈は、ジャコバイトのイングランドへの攻撃の主要なルートであった。彼らはヴィクトリア朝時代に酷使された。

## 言語
ローマ時代以前からローマ時代に掛けて使われた言語はケルト系やウェールズ系の言語であった。中世初期にカンブリア語 (Cumbric language) が生まれた。しかしカンブリア語の資料はほとんど残っていないため、これが独立した言語であったのか古ウェールズ語 (Old Welsh) の方言であったのか確定することは難しい。カンブリア語が話されていた地域の広がりを確定することもやはり難しい。
アングロ・サクソン人の時代には、ケルト語が他のイングランド地域に比べてペナイン山脈では長く残った。最終的に、ペナイン山脈地域のケルト語は12世紀に初期の中英語に置き換わった。
古ノルド語の時代には、ヴァイキングの住民は古ノルド語や古デンマーク語を主にヨークシャー・デールズやピーク・ディストリクトの一部へ、古ノルウェー語を主にペナイン山脈西部へ持ち込んだ。最終的なサクソン人のウェセックス王国によるイングランド統合により、純粋なノルド語による会話はイングランドから消滅したが、ペナイン山脈では他の多くの地域より長く残った。しかし、ノルド語と古英語の融合は中英語、そして現代英語を形成する重要な部分となっており、多くのノルド語の単語が地方の方言で使われ続け、また地名として使われている。
ノルマン・フランス語 (Anglo-Norman language) はペナイン山脈の言語にはあまり影響をもたらさなかった。上述した全ての言語は多かれ少なかれ現代のペナイン山脈の地名に影響を残している。現代のペナイン山脈における言語は英語である。

## 民話と習慣
民話と習慣は多くがケルトとヴァイキングのものに由来している。多くの習慣や民話がキリスト教徒化された異教徒の伝統に由来している。